# Kaple Nejsvětější Trojice (Benešov nad Ploučnicí)
Obecní kaple Nejsvětější Trojice v Benešově nad Ploučnicí je barokní sakrální stavba. Od roku 1966 je kaple chráněna jako kulturní památka České republiky. Duchovní správou spadá pod římskokatolickou farnost Benešov nad Ploučnicí.

## Architektura
Kaple byla postavena v roce 1710. Je obdélná a má polokruhový závěr. Průčelí kaple je s lizénami, obdélným portálem a trojúhelným štítem s křídlatými zdmi. Nástavec průčelí je také trojúhelný. V nice štítu se nachází barokní soška sv. Barbory.
Uvnitř kaple je plochý strop, který se zřítil. Do interiéru patří barokní sošky sv. Antonína, sv. Josefa a sv. Jana Nepomuckého.

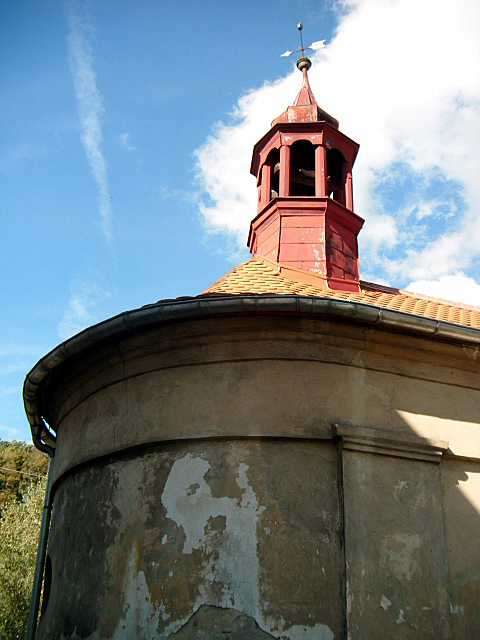
Závěr kaple Nejsvětější Trojice v Benešově nad Ploučnicí

### Externí odkazy

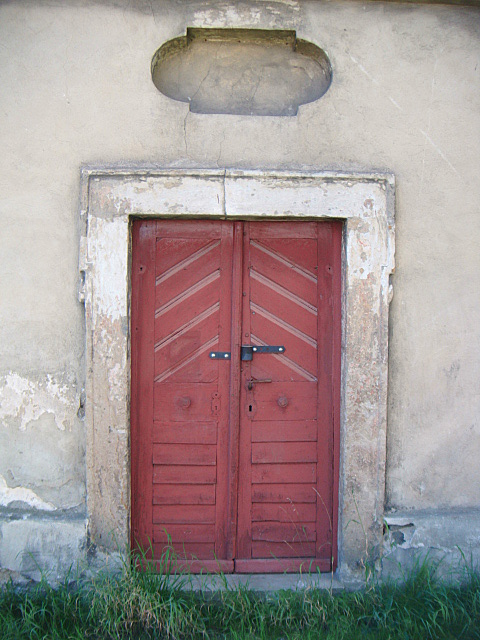
Detail vchodových dveří